# Vilhelm Junnila
Vilhelm Junnila (ur. 6 marca 1982 w Naantali) – fiński polityk, poseł do Eduskunty, od czerwca do lipca 2023 minister spraw gospodarczych.

## Życiorys
Kształcił się w zakresie systemów zarządzania finansami oraz politologii. W swoim życiorysie wskazał, że pracował m.in. w administracji finansowej i startupie z branży technologicznej. Zaangażował się w działalność polityczną w ramach prawicowej Partii Finów. Był asystentem kilku deputowanych. W 2019 po raz pierwszy uzyskał mandat posła do Eduskunty. Z powodzeniem ubiegał się o reelekcję w wyborach w 2023.
20 czerwca 2023 objął urząd ministra spraw gospodarczych w rządzie Petteriego Orpa. Wkrótce po nominacji pojawiły się wątpliwości co do jego wykształcenia i przebiegu kariery zawodowej. Ujawniono też jego wypowiedź odnoszącą się do neonazistowskiej symboliki (gratulował innym możliwości startu w wyborach z numerem 88). Polityk podał się wkrótce do dymisji; został odwołany ze stanowiska 6 lipca 2023.